# Bessera
Bessera Schult.f. – rodzaj roślin z rodziny szparagowatych, obejmujący trzy gatunki, występujące w środkowym i północnym Meksyku w Ameryce Północnej.
Nazwa naukowa rodzaju została nadana na cześć Willibalda Bessera, absolwenta Uniwersytetu Jagiellońskiego, dyrektora ogrodu botaniczniego w Krzemieńcu i profesora botaniki Uniwersytetu Kijowskiego.

## Morfologia

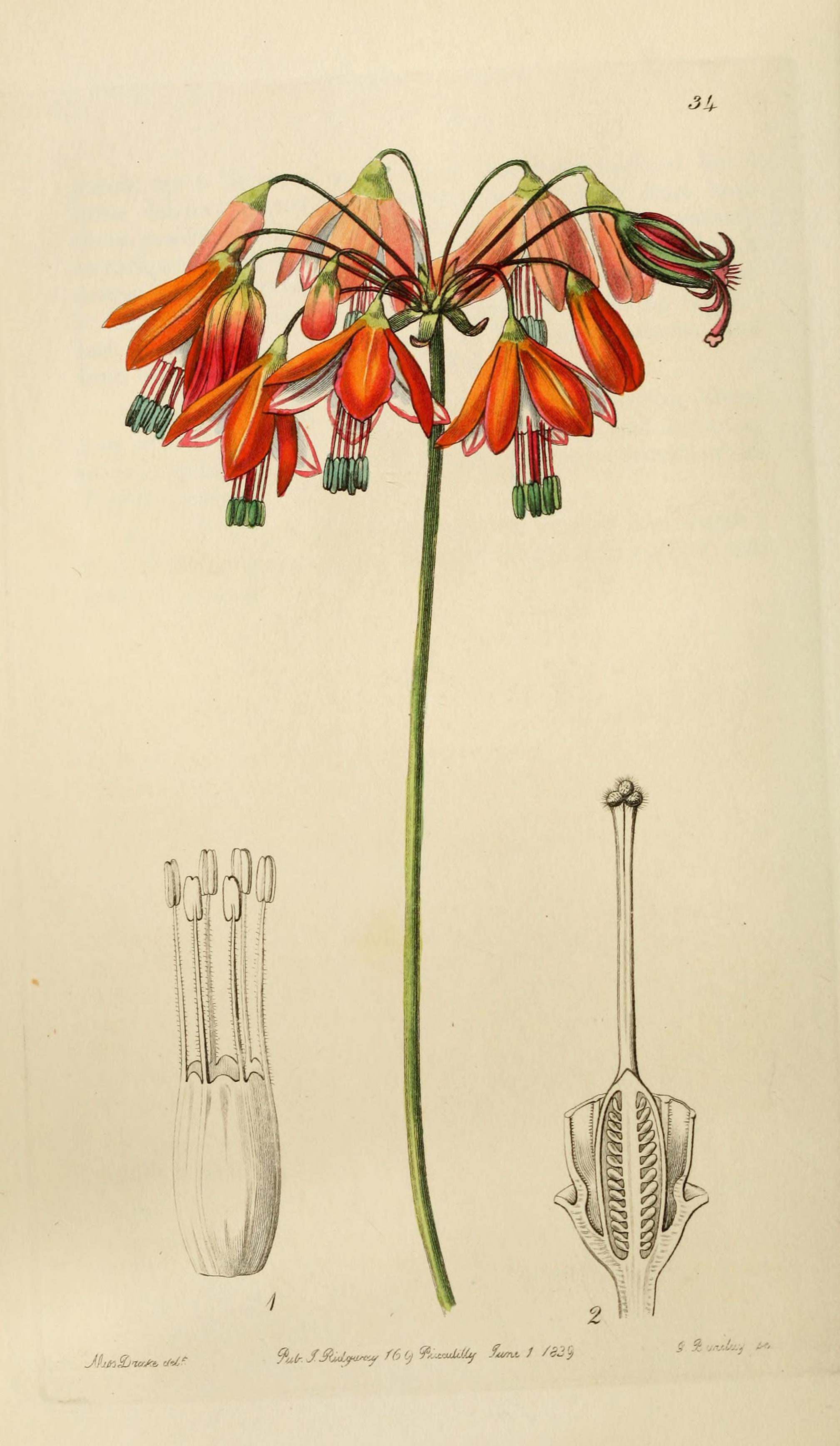
Bessera elegans

PokrójWieloletnie rośliny zielne.
PędPodziemna bulwocebula pokryta błoniastą okrywą z równoległych włókien.
LiścieJeden lub dwa równowąskie, płasko-wypukłe lub obłe, puste w środku liście odziomkowe.
KwiatyZebrane w kwiatostan, który wyrasta na cylindrycznym i pustym w środku głąbiku. Okwiat jest dołączony przegubowo, czerwony lub fioletowy, o długości 18–35 mm. Nitki sześciu pręcików są osadzone w rurce okwiatu i zespolone ze sobą u nasady w rurkę, powyżej są wolne, dłuższe od listków okwiatu. Pylniki dołączone są grzbietowo. Szypułka podtrzymująca zalążnię zespolona jest z rurką okwiatu za pomocą trzech kołnierzy.

## Systematyka
Pozycja systematycznaRodzaj z podrodziny Brodiaeoideae z rodziny szparagowatych Asparagaceae.
Ujęcie historyczneW Systemie Takhtajana z 1997 r. zaliczany do plemienia Milleae w podrodzinie czosnkowych w rodzinie czosnkowatych (Alliaceeae). W systemie Kubitzkiego zaliczony do rodziny Themidaceae.
Wykaz gatunków
- Bessera elegans Schult.f.
- Bessera tenuiflora (Greene) J.F.Macbr.
- Bessera tuitensis R.Delgad.

## Zastosowanie
Rośliny ozdobneBessera elegans jest uprawiana jako roślina ozdobna. Na pędzie kwiatostanowym o długości od 45 do 100 cm tworzy od 2 do 30 jaskrawoczerwonych (rzadziej różowych lub purpurowych) kwiatów. Wymaga gleby lekkiej, dobrze przepuszczalnej i stanowiska w pełnym słońcu. Kwitnie w połowie lata. W Polsce, z uwagi na niską mrozoodporność (strefy mrozoodporności: 9-11), bulwocebule wymagają wykopania na zimę.
Rośliny leczniczeBulwocebule Bessera elegans zawierają 14 glikozydów steroidowych, izoflawonoidy, flawonoidy i lignany, z których niektóre wykazują działanie cytotoksyczne wobec komórek białaczki promielocytowej.